# Chitang
Chitang és un riu d'Haryana. Neix a la plana a poca distància del riu Saraswati (Sursati), del que corre paral·lel durant uns quilòmetres. Prop de Balchafiar els dos rius s'uneixen a les arenes però reapareixen en llocs diferents més avall. Llavors el Chitang corre paral·lel al Jumna o Jamuna, i després gira a l'oest cap a Hansi i Hissar; el llit en aquest tram es converteix en canal per la branca Hissar del Canal del Jumma Occidental. Arribava fins al Ghaggar al que desaiguava prop de Bhatner però més tard es va diluir com a canal a les arenes junt amb altres rius del Cis Sutlej.